# Albatross Island (Tasmanien)
Albatross Island ist eine kleine, felsige Insel im südwestlichen Teil der Bass-Straße zwischen dem Festland von Australien und der Insel Tasmanien. Sie ist die nordwestlichste Insel der Fleurieu-Inselgruppe.